# Manfred Klein
Manfred Klein (n. 22 august 1947, Berlin, Zona de ocupație sovietică) este un timonier ce a reprezentat Germania, medaliat olimpic. A participat la 4 ediții ale Jocurilor Olimpice (1972, 1984, 1988, 1992) în care a câștigat o medalie de aur și o medalie de bronz.